# Pazinština
Pazinština este o arie protejată (sit de importanță comunitară — SCI) din Croația întinsă pe o suprafață de 4.704,48 ha, integral pe uscat.

## Localizare
Centrul sitului Pazinština este situat la coordonatele 45°12′35″N 13°58′03″E / 45.209792°N 13.967494°E.

## Înființare
Situl Pazinština a fost declarat sit de importanță comunitară în iulie 2013 pentru a proteja 2 specii de animale.

## Biodiversitate
Situată în ecoregiunea mediteraneană, aria protejată nu include niciun habitat protejat.
La baza desemnării sitului se află mai multe specii protejate:
- amfibieni (1): Triturus carnifex
- nevertebrate (1): rădașcă (Lucanus cervus)